# 1971-es magyar vívóbajnokság
Az 1971-es magyar vívóbajnokság a hatvanhatodik magyar bajnokság volt. A férfi tőrbajnokságot május 15-én rendezték meg, a párbajtőrbajnokságot május 20-án, a kardbajnokságot május 16-án, a női tőrbajnokságot pedig május 19-én, mindet Budapesten, a Játékcsarnokban.

## Eredmények
| Versenyszám          | Arany                        | Arany | Ezüst                        | Ezüst | Bronz                       | Bronz |
| -------------------- | ---------------------------- | ----- | ---------------------------- | ----- | --------------------------- | ----- |
| Férfi tőrvívás       | Szabó Sándor Újpesti Dózsa   |       | dr. Kamuti Jenő BVSC         |       | Marton István Újpesti Dózsa |       |
| Férfi párbajtőrvívás | Nemere Zoltán OSC            |       | Kulcsár Győző OSC            |       | Osztrics István OSC         |       |
| Férfi kardvívás      | dr. Bakonyi Péter Bp. Honvéd |       | Pézsa Tibor Bp. Honvéd       |       | Gerevich Pál BVSC           |       |
| Női tőrvívás         | Tordasi Ildikó VM Egyetértés |       | Szolnoki Mária Újpesti Dózsa |       | Rejtő Ildikó Újpesti Dózsa  |       |